# دروس فی علم الاصول
دروس فی علم الاصول کتابی آموزشی از سید محمدباقر صدر در زمینهٔ اصول فقه است. این کتاب از سه مرحله، یا سه حلقه، تشکیل شده‌است که در آن‌ها مباحث با تفصیل بیشتر و بیشتر ارائه شده‌اند. از همین رو این کتاب را حلقات نیز می‌نامند.

## پانوشت‌ها
1. ↑  «کتاب"حلقات" شهید صدر از منظر بزرگان و اساتید». حوزه‌نیوز.